# Dánia földrajza
Dánia a Jylland nevű félszigetből és 443 (névvel rendelkező) szigetből áll, amelyek közül 76 lakott. A két legnagyobb sziget Sjælland és Fyn. Bornholm szigete az ország többi részétől kissé keletre helyezkedik el, a Balti-tengerben. A nagyobb szigeteket gyakran hidak kötik össze, például a Svédországot Sjællanddal összekötő Øresund híd, a Sjællandot Fynnel összekötő Nagy-Bælt híd és a Fyn és Jylland közötti Kis-Bælt híd. A kisebb szigetekkel kompok vagy kisrepülőgépek biztosítják az összeköttetést.

## Domborzat
Az ország nagyrészt alacsony fekvésű, dombos, jelentősebb kiemelkedések nélkül. A földet vastag morénarétegek borítják; a szigeteken és Kelet-Jütlandon többnyire termékeny morénaagyag található. Legmagasabb természetes kiemelkedése a Møllehøj (170,86 m), de hivatalosan az Yding Skovhøj (172,54 m) a legmagasabb - ezt a tetején található bronzkori halomsíroknak köszönheti. Ám, ha Dánia külbirtokait is számítjuk, akkor legmagasabb pontja a 3700 méter magas Gunnbjørns-Fjeld, Grönlandon. Ugyanazon a környéken (Århustól délnyugatra) több hasonló magasságú domb is található. Az átlagos tengerszint feletti magasság 31 m. A vízfelület nagysága 700 km².

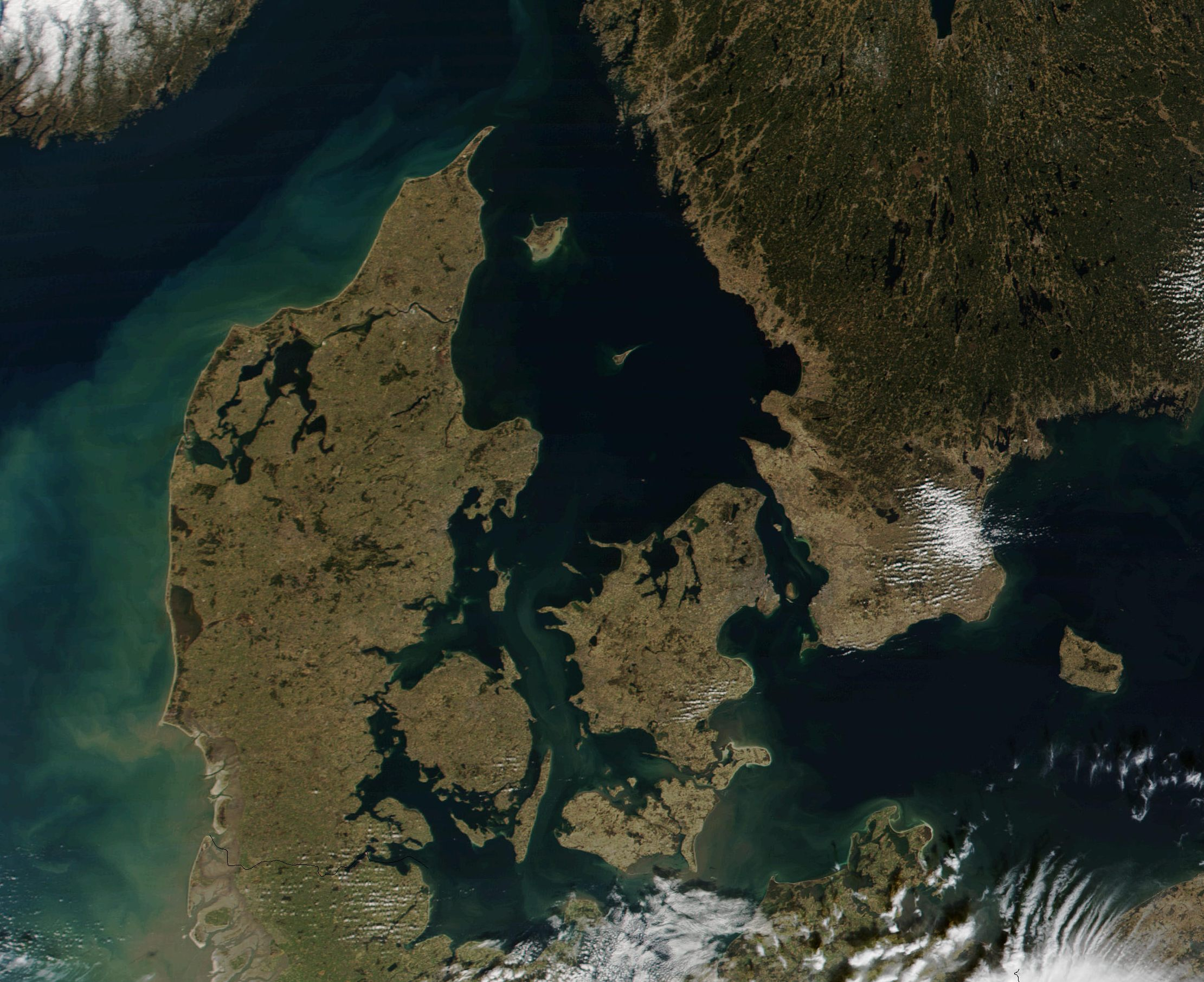
Dánia űrfelvételen

Az ország partvonala erősen tagolt, hossza több mint 7314 km. Nincs olyan pont az országban, amelynek a tengertől való távolsága meghaladná az 52 km-t. Az ország területe nem határozható meg pontosan, mivel az erózió folyamatosan alakítja a partvonalat, ugyanakkor mesterségesen területeket hódítanak el a tengertől. Jylland délnyugati partvidékén az 1–2 m magas árapály miatt a partvonal egy 10 km széles sávban mozog.

## Vízrajz

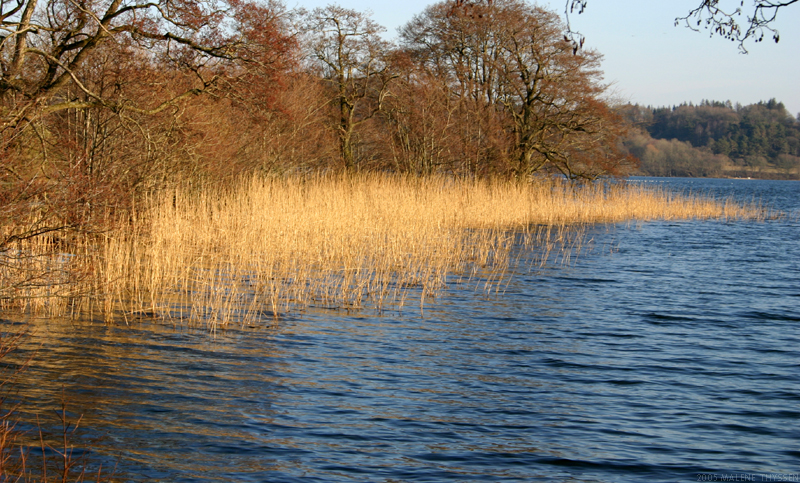
A Hald-tó Viborg közelében

Dániának nincsenek nagy tavai vagy hosszú folyói, de számtalan apró tó és láp, valamint a beléjük folyó patakok tarkítják a felszínt. Évszázadokon keresztül jellemző volt az érzékeny, mélyen fekvő mocsarak lecsapolása, hogy területet nyerjenek mezőgazdasági célokra. Ennek eredményeképpen az ország számos kanyargó vízfolyásából kevés maradt meg eredeti állapotában, a legtöbbet kiegyenesítették. Leghosszabb folyója a 158 km hosszú Guden-folyó Kelet-Jyllandon, amely a Randers-fjordba torkollik, és alsó folyása hajózható. További jelentősebb folyók a Stor-, a Varde- és a Skjern-folyó.

## Éghajlat
Dánia éghajlata a mérsékelt égövbe tartozik. A telek enyhék (0,5 °C körüli átlaghőmérséklet), a nyarak pedig hűvösek (16 °C). Erős széljárás jellemző, különösen a téli időszakban. Az esős napok száma évi átlagban 170; az őszi hónapok a legesősebbek.
Az ország északi fekvése miatt a nappalok hossza az év folyamán jelentősen változik. Télen a legrövidebb napokon a nap fél kilenc után kel és háromnegyed négy előtt nyugszik, míg nyáron fél öttől este tízig is fent lehet a nap.

## Növényvilág

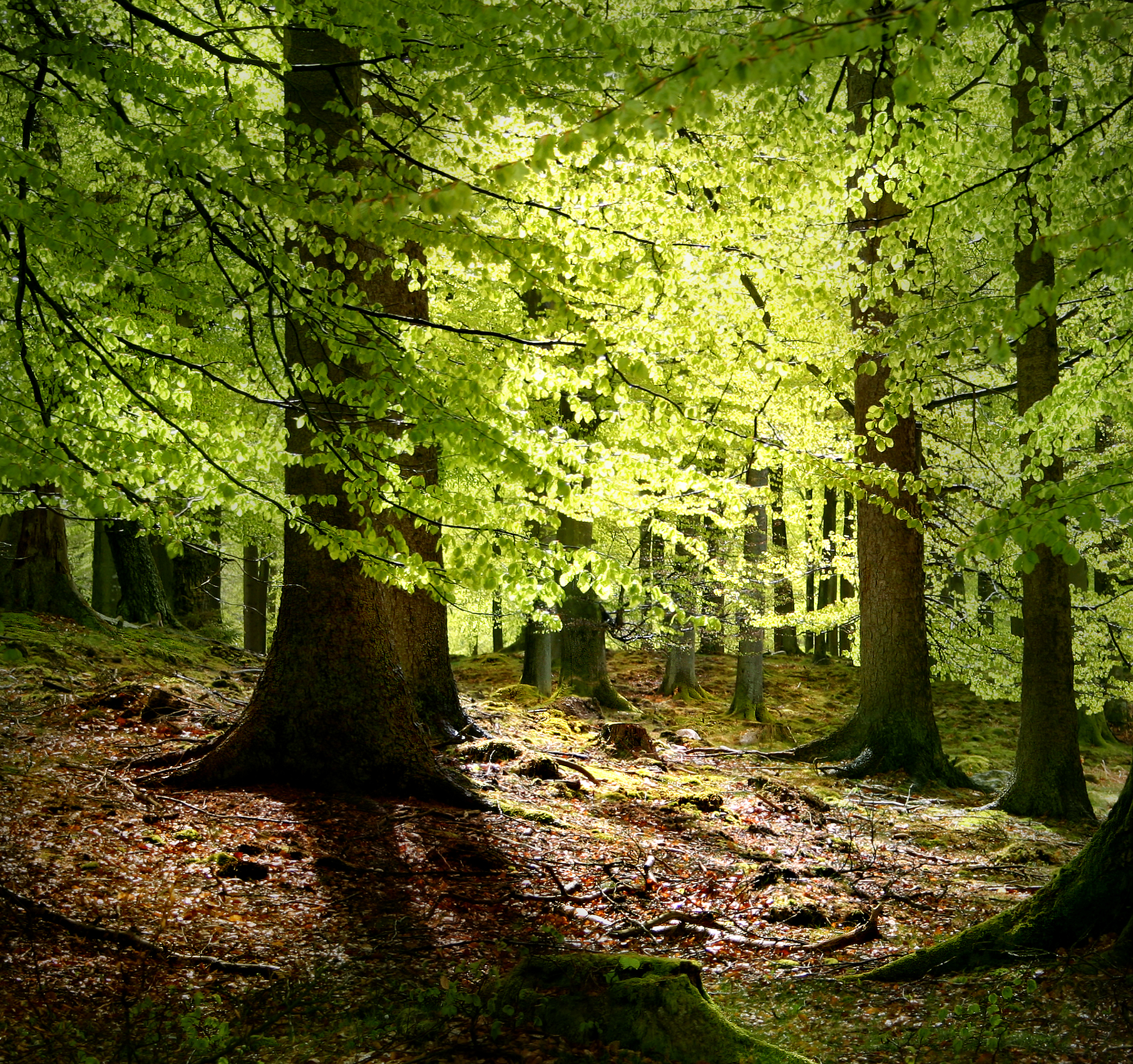
Bükkerdő Sjællandon

Dánia a mérsékelt övi lombhullató erdők zónájába tartozik. Flórája több mint 1200 fajból áll, melyek közül mintegy 1000 őshonos. Ezeken kívül mintegy 640 féle moha és 900 féle zuzmó is megtalálható az országban.
A jelenlegi flóra egy hosszú folyamat egyik állomása. A legutóbbi (mintegy 12 000 éve véget ért) eljegesedési maximum után a növényvilág főként hidegtűrő fajokból állt. Ezután a területet erdők borították: kezdetben főként nyír és boróka, majd tért hódított a fenyő és a mogyoró is, melyeket később a hárs váltott fel. A nyílt teret igénylő, fénykedvelő növények főként az erózió által kikezdett fátlanabb területeken, például a part menti zónákban nyertek menedéket; a tengerpart meredek sziklái és Északnyugat-Sjælland kevésbé csapadékos területei számos jégkorszaki reliktum fajnak adnak otthont. Nyugat-Jylland terméketlenebb részein lazább erdőszerkezet alakult ki, jellemzően hárs, mogyoró, nyír, tölgy megszakítva fű- vagy hanga borította tisztásokkal.
A mezőgazdaság megjelenése i. e. 4000 körül megváltoztatta a táj képét: az erdőket sokhelyütt kivágták, ami új élőhelyeket hozott létre a nyílt területet kedvelő növényeknek, és hozzájárult a fajgazdagság növekedéséhez. A legkorábbi bükkerdők i. e. 1500 körül alakultak ki. A biodiverzitás legnagyobb mértékét a középkorban érte el, mielőtt az intenzív mezőgazdaság és a növényvédőszerek használata teret hódított volna. A mocsarak és lápok lecsapolása is számos növényfajt veszélybe sodort.

## Állatvilág

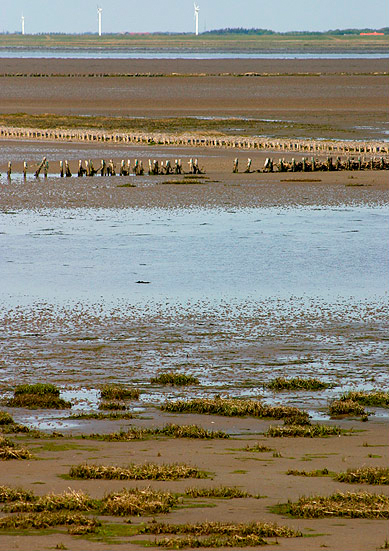
A Watt-tenger

Dánia állatvilága napjainkban magán viseli az emberi tevékenység nyomait. Szárazföldön ez elsősorban az intenzív mezőgazdaság, az urbanizáció és a környezetszennyezés, míg a vizekben a halászat és a szennyvízkibocsátás hatásai jelentkeznek.
A jégkorszak után a terület 80-90%-át erdők borították, így az erdei fauna volt jellemző. Az erdők területének csökkenése és az erdőgazdálkodás hatásai megmutatkoznak a fajok számának csökkenésében is. Jelenleg összesen 424 gerinces fajt tartanak nyilván, ebből 49 az emlősök, 209 a madarak, 5 a hüllők, 14 a kétéltűek, 37 az édesvízi halak és 110 a tengeri halak közé tartozik. A számos védett faj nagy része az erdőben él, például a nyuszt is.
A terület 2/3-át borító termőföldek fajgazdagsága csekély, amit a folyamatos művelés, a növényborítás állandó változása és a vegyszeres kezelés okoz. Tipikus szántóföldi állatok a nyúl, a fogoly és a pacsirta. A városokban jelen van a galamb, a veréb és a vándorpatkány, de megjelennek olyan fajok is (például szirti galamb, sarlósfecske), amelyek a sík területeken egyébként nem találnának élőhelyet. A kertvárosokban gyakori a vörös róka, a sün, a nyuszt, a veréb, a fekete rigó, a széncinege és a seregély is.

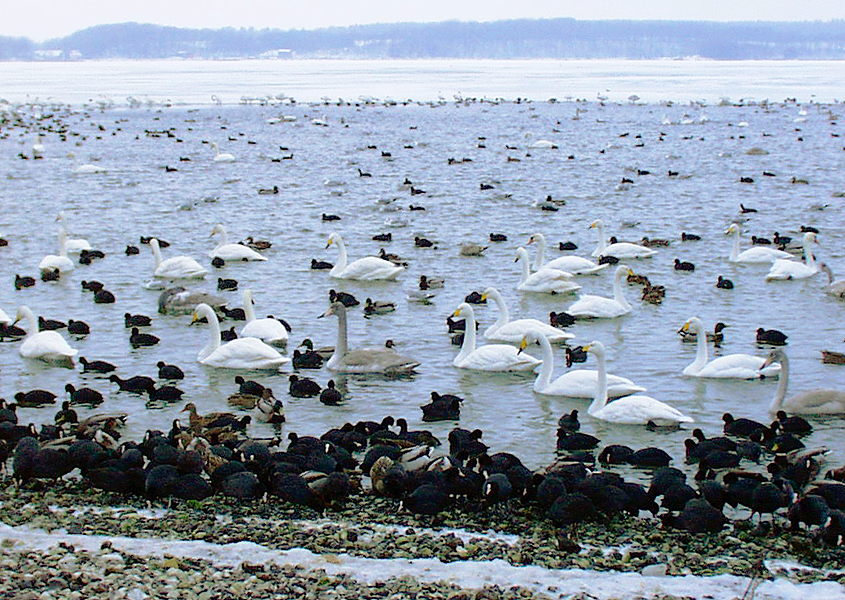
A Mariager-fjord számos madárfaj kedvelt telelőhelye

A tengerek Dánia körül jellemzően sekélyek. Az állatvilág változatos, főként a magasabb sótartalmú Északi-tengerben: medúzák, tőkehalak, heringek, lepényhalak, különféle kagylók, rákok és tengeri csillagok. A tengerpartok a fókák mellett számos madárfajnak adnak otthont, a vándormadaraknak pedig telelőhelyet.